# Sitārganj
Sitārganj är en ort i Indien.   Den ligger i distriktet Udham Singh Nagar och delstaten Uttarakhand, i den norra delen av landet, 240 km öster om huvudstaden New Delhi. Sitārganj ligger 219 meter över havet och antalet invånare är 24 225.
Terrängen runt Sitārganj är mycket platt. Runt Sitārganj är det tätbefolkat, med 570 invånare per kvadratkilometer. Närmaste större samhälle är Kichha, 18,0 km väster om Sitārganj. Trakten runt Sitārganj består till största delen av jordbruksmark.